# Марсимик-Ла
Марсимик-Ла или перевал Марсимк, высота 5582 — высокий перевал в хребте Чанг-Чемно в северной Индии около 100 км восточнее Леха. Шведский путешественник Свен Гедин пересёк его во время экспедиции и измерил его высоту в 18,343 футов (5591 метров).
Расположенный в 42 км северо-западнее оконечности озера Пангонг Цо, перевал является кратчайшим путём к спорному Конгка Ла в 42 км далее к северо-востоку на китайско-индийской Линии фактического контроля. Марсимик-Ла в 4 км западнее огромного 6000-6500 метрового хребта, разграничивающего позиции китайских и индийских войск (то есть линию действительного контроля).